# Synsphyronus bounites
Synsphyronus bounites är en spindeldjursart som beskrevs av Harvey 1987. Synsphyronus bounites ingår i släktet Synsphyronus och familjen gammelekklokrypare. Inga underarter finns listade i Catalogue of Life.